# The River (singolo Bruce Springsteen)
The River è una canzone del cantautore statunitense Bruce Springsteen tratta dall'album omonimo del 1980. Fu pubblicata come singolo in alcuni paesi europei, ma non negli Stati Uniti.

## Storia
La canzone fu eseguita in pubblico per la prima volta durante i concerti dell'evento No Nukes organizzati dal collettivo antinuclearista Musicians United for Safe Energy al Madison Square Garden nel settembre del 1979, molto prima di essere pubblicata. In questa occasione, Springsteen raccontò di essere stato ispirato, nella stesura del brano, dalla vicenda familiare di sua sorella Virginia, rimasta incinta a 17 anni, e del cognato.
"The River" fa uso di una parte ossessionante di armonica, ed in qualche modo è una prefigurazione dello stile del suo successivo album, Nebraska. Le immagini del ritornello e la fine della canzone sono state ispirate dai versi della hit del 1950 di Hank Williams "Long Gone Lonesome Blues". La descrizione della canzone di come le difficoltà economiche fossero intrecciate con la cultura locale presagiva anche la popolarità negli anni '80 dell'heartland rock:
I come from down in the valley,
Where mister when you're young –
They bring you up to do, like your daddy done
I got a job working construction, for the Johnstown Company
But lately there ain't been much work, on account of the economy
Now all them things that seemed so important –
Well mister, they vanished right into the air
Lo scrittore Robert Hilburn ha descritto la canzone come "un classico schema di qualcuno che deve riadattare rapidamente i suoi sogni, [affrontando] la vita così com'è, non un mondo della sua immaginazione". 
In tutta la canzone il fiume è visto come un simbolo per i sogni del futuro. Il narratore mantiene vive le sue speranze anche se realisticamente iniziano a fallire.
That sends me down to the river,
Though I know, the river is dry.
It sends me down to the river, tonight.
Nel 2015, Springsteen ha dichiarato di considerare "The River", "Point Blank", "Independence Day" e "Stolen Car" come "il cuore e l'anima" dell'album The River. "The River" e alcune altre canzoni dell'album come "Wreck on the Highway" e "Stolen Car", si dice che segnino una nuova direzione nella sua scrittura: queste ballate intrise di un senso di disperazione anticipano il suo album Nebraska. Lo stesso Springsteen ha notato che "Wreck on the Highway" è una delle canzoni che riflette un cambiamento nel suo stile di scrittura, che collega The River a Nebraska.
Nel 1995 fu inserito anche nella raccolta Greatest Hits e nel 2003 in The Essential Bruce Springsteen.

## Classifiche
| Classifica (1959) | Peak position |
| ----------------- | ------------- |
| Regno Unito       | 35            |
| Irlanda           | 24            |
| Paesi Bassi       | 12            |
| Svezia            | 10            |
| Norvegia          | 5             |